# Bop

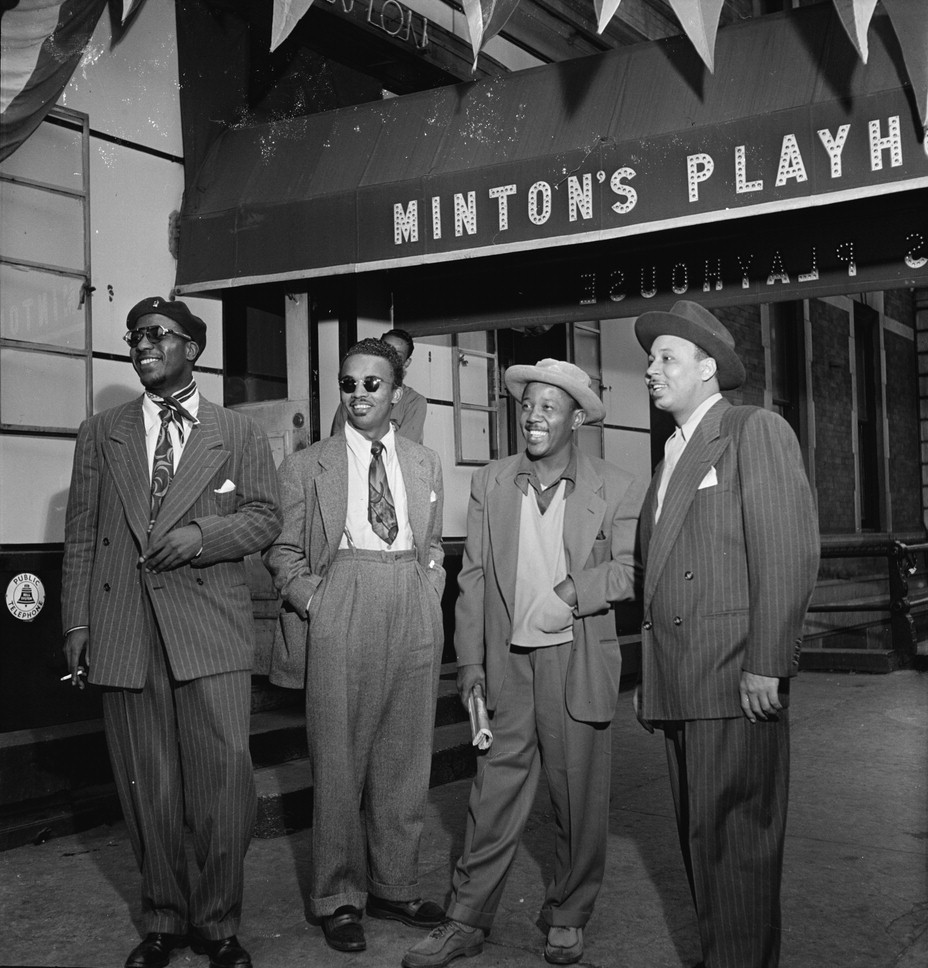
Thelonious Monk, Howard McGhee, Roy Eldridge en Teddy Hill voor Minton's Playhouse, New York, september 1947 (Foto door William P. Gottlieb)

Bop of bebop is een muziekstijl in de jazz die complexe ritmes en harmonieën bevat die vaak een dominante positie innemen. In veel bebop wordt een thema gespeeld, waarna alle instrumentalisten de kans krijgen te soleren en met het thematisch materiaal aan de slag te gaan, iets dat alleen tot leven komt bij een dynamische samenwerking met de andere muzikanten. Doorgaans keert het thema weer terug, soms in gewijzigde vorm.
De traditionele bezetting van een bebopband bestaat uit een saxofonist en/of trompettist, een pianist, een drummer en een bassist. De nadruk ligt hier op virtuositeit, harmonische complexiteit en tempowisselingen. Meestal worden erg veel voorslagen en andere versieringen gebruikt.
Een ander standpunt is dat nooit teksten gebruikt werden, maar vooral op zich niets betekenende woorden, uitroepen of lettergrepen, bijvoorbeeld be-bob-a-lula of shoe-be-do-wah. Dit wordt ook wel scat of scat vocal genoemd.
De bebop wordt in vieren gevoeld; dit wil zeggen dat de vier tellen van een maat gelijkwaardiger zijn dan in bijvoorbeeld de swing, dat door zijn oorsprong in de dansmuziek aanvankelijk een veel sterker zwaar-licht (tweetels)gevoel kende, zoals te horen is in de muziek van Fletcher Henderson. De latere swingstijl, zoals te horen bij Count Basie wordt veeleer gekenmerkt door een meer gelijke verdeling van accenten in de vierkwartsmaat. Dat is ook goed te horen in de solo's van Basie's stersolist, tenorsaxofonist Lester Young. Een meer horizontaal verloop van frasering en articulatie. In het algemeen werden in de swing era de solo's van muzikanten minder stoterig en 'hupsig' en werden ze steeds meer in langere lijnen gedacht. Deze eigenschap geeft de muziek meer melodische en fraseringsmogelijkheden in samenhang met de tijd (ook wel een horizontale eigenschap geheten). Het geeft de muzikanten veel meer vrijheid en vooral mogelijkheden tot vormdynamiek. Op die manier kan de bebop als directe opvolger van de swing worden gezien.
De ontwikkeling van de bebop vond tijdens en na de Tweede Wereldoorlog plaats in New York en Los Angeles. Tot ongeveer 1960 was bebop een toonaangevende jazzstijl, daarna werd het opgenomen in de academische canon en daardoor statischer.
Bebop is vaak erg lastig, zowel om naar te luisteren als om te spelen. Menigeen houdt bebop verantwoordelijk voor het verlies aan populariteit van de jazz en de opkomst van de rock-'n-roll, een aanzienlijk eenvoudiger te doorgronden muziekstijl die bovendien dansbaar is, zoals de swing dat voor de aanvang van de rock-'n-roll geweest was.
Belangrijke bebopmuzikanten zijn onder meer: Charlie Parker, Dizzy Gillespie, Thelonious Monk, Bud Powell, Oscar Peterson, Charles Mingus, Max Roach en Miles Davis.

## Geschiedenis
Coleman Hawkins' opname van Body and Soul in 1939 vormt een belangrijk antecedent van de bebop. Hawkins week in zijn spel af van de manier waarop in zijn tijd muzikale thema's werden uitgewerkt. Deze opname was populair en Hawkins werd een bron van inspiratie voor een jongere generatie van jazzmusici in Kansas City, met name Charlie Parker.
In de jaren 1940 lag een jongere generatie van jazzmusici aan de basis van een nieuwe stijl die voortkwam uit de swingmuziek van de jaren 1930. Zij brachten echter ook niet-dansbare muziek, die hoofdzakelijk bedoeld was om naar te luisteren. Getalenteerde grootheden zoals Dizzy Gillespie, Charlie Parker, Bud Powell en Thelonious Monk werden beïnvloed door het avontuurlijke spel van de voorgaande generatie solisten, zoals de pianisten Art Tatum en Earl Hines, de tenorsaxofonisten Coleman Hawkins en Lester Young, en trompettist Roy Eldridge. Gillespie en Parker, beiden uit de Earl Hines Band in Chicago, hadden getoerd met een aantal van de pre-bopmeesters, met inbegrip van Jack Teagarden, Earl Hines en Jay McShann. Terwijl Gillespie bij Cab Calloway speelde, oefende hij met bassist Milt Hinton en ontwikkelde een aantal van de belangrijkste harmonische en akkoordinnovaties die de hoekstenen werden van de nieuwe muziek. Charlie Parker deed hetzelfde met bassist Gene Ramey, toen hij met het McShann-orkest speelde. Deze voorlopers van de nieuwe muziek (die later bebop of bop zou worden genoemd, hoewel Parker de term denigrerend vond en zelf nooit gebruikte) begonnen met het verkennen van geavanceerde harmonieën, complexe syncopen, gewijzigde akkoorden en akkoordenschema's. De bopmuzikanten maakten gebruik van deze technieken op een vrijere, ingewikkelde en vaak arcane, slechts voor ingewijden toegankelijke manier.
Minton's Playhouse in New York diende als incubator en experimenteel theater voor de vroege bebopspelers, onder wie Don Byas, Thelonious Monk en Charlie Christian, die in innovatieve solo's reeds iets van bebop had laten doorschemeren. Bebop was niet weggelegd voor zwakkere muzikanten en kreeg daardoor al snel iets exclusiefs. Charlie Christians invloed liet zich vooral gelden in het rijk van ritmische frasering. Deze vroege jazzgitarist benadrukte vaak zwakke tellen en off beats, en vaak eindigden zijn frasen op de tweede helft van de vierde beat. Daarnaast experimenteerde Christian ook met asymmetrische frasering, en dat zou een kernelement van de nieuwe bopstijl worden. Swingimprovisatie werd vaak opgebouwd in frasen van twee of vier maten die overeenkwamen met de harmonische cadans van de onderliggende liedvorm. Bopimprovisators lieten hun frasen vaak lopen over een oneven aantal maten. Ze legden ook vaak de nadruk op de eerste en derde tel van een maat. In Dizzy Gillespies Salt Peanuts schakelt het ritme echter over naar accenten op de tweede en vierde tel van de maat. Dergelijke nieuwe ritmische fraseringstechnieken geven de typische bopsolo een gevoel van vrij zweven over de onderliggende liedvorm, in plaats van erdoor te worden gebonden. Swingdrummers speelden een gestage four to the bar-puls op de basdrum. Bopdrummers vanaf Kenny Clarke reserveerden de basdrum voor accenten en lieten vooral het hihatbekken het ritme verder stuwen. Basdrumaccenten werden in de volksmond aangeduid als dropping bombs. Bopdrummers als Max Roach, Shadow Wilson, Philly Joe Jones, Roy Haynes en Kenny Clarke begonnen naast gewone ritmische ondersteuning ook in interactie te treden met de solisten, in de vorm van een vraag-en-antwoordspel. Deze verandering vergrootte het belang van de contrabas. De bas legde nu niet alleen het harmonisch fundament van de muziek, maar speelde ook walking baslijnen van vier kwartnoten per maat. Terwijl kleine swingorkesten vaak werkten zonder bassist, vereiste de nieuwe bopstijl een bas in elk klein ensemble.
Tegen 1950 begon een tweede golf van bebopmuzikanten – zoals Clifford Brown en Sonny Stitt – de ritmische excentriciteiten van de vroege bebop glad te strijken. In plaats van met scherpe frasering het ritme interessant te maken, zoals de vroege boppers hadden gedaan, construeerden deze muzikanten hun geïmproviseerde lijnen uit lange slierten van achtste noten en creëerden afwisseling door bepaalde noten te accentueren.